# Rhyncolus punctatulus
Rhyncolus punctatulus – gatunek chrząszcza z rodziny ryjkowcowatych. Zamieszkuje krainę palearktyczną od Półwyspu Iberyjskiego po Rosję i Zakaukazie. Owady dorosłe i larwy są próchnojadami.

## Taksonomia i ewolucja
Gatunek ten opisany został po raz pierwszy w 1838 roku przez Carla Henrika Bohemana. Jego zapis kopalny znany jest ze środkowego plejstocenu. Szczątki tego gatunku znaleziono w czwartorzędowych osadach na terenie Hackney w Wielkim Londynie.

## Morfologia
Chrząszcz o ciele długości od 2,3 do 2,7 mm, w zarysie owalnym. Ubarwiony jest czarnobrunatnie z czerwonobrunatnymi odnóżami i czułkami. Punktowanie głowy jest grube i gęste. Ryjek jest tak szeroki jak głowa, w przybliżeniu o połowę krótszy niż u podstawy szeroki, zaopatrzony w płytką rynienkę przez środek, u samca przeciętnie krótszy i grubszy niż u samicy. Oczy są słabo wysklepione. Czułki są przysadziste, o drobnych buławkach i siedmioczłonowej pozostałej części biczyka. Przedplecze jest niewiele szersze niż dłuższe, po bokach mniej lub bardziej zaokrąglone. W przedniej części przedplecza występuje przewężenie, które przechodzić może na stronę grzbietową jako płytka bruzda. Powierzchnia przedplecza jest drobno i stosunkowo gęsto punktowana. Tarczka jest widoczna. Pokrywy są na całej powierzchni pyliście owłosione, mają punktowane rzędy i zwykle płaskie międzyrzędy o dość dużych punktach. Dziewiąty międzyrząd ma zaostrzoną krawędź w tylnej części.

## Ekologia i występowanie
Owad ten zasiedla lasy, parki, ogrody, zadrzewienia przydrożne i nadrzeczne. Gatunek saproksyliczny. Zalicza się do kariofagów. Zarówno larwy, jak i postacie dorosłe zasiedlają martwe, próchniejące, przegrzybiałe drewno pni, kłód, pniaków i gałęzi drzew liściastych. Podawany był z buków, jesionów, kasztanowców, klonów, topól i wierzb. Zdarza mu się także zamieszkiwać drewniane słupy, a wyjątkowo miazgę i łyko silnie uszkodzonych drzew żywych. Owady dorosłe spotyka się w ciągu całego roku. Rójkę odbywają w maju i czerwcu. Zimują pod korą drzew i w drewnie.
Gatunek palearktyczny, w Europie znany z Portugalii, Hiszpanii, Andory, Francji, Belgii, Holandii, Niemiec, Włoch, Danii, Szwecji (z Gotlandii), Polski, Czech, Słowacji, Węgier, Ukrainy, Bośni i Hercegowiny, Krymu oraz europejskiej części Rosji. Poza tym stwierdzono go na Kaukazie i w Armenii. W Polsce jest owadem rzadko spotykanym, znanym z nielicznych stanowisk, w dodatku na wielu z nich nienotowany od XIX wieku. Wymaga obecności drzew obumierających i martwych. Zagrażają mu gospodarka leśna oraz zabiegi pielęgnacyjne zieleni miejskiej.